# S&P/BVL Peru General Index
Der S&P/BVL Peru General Index (SPBLPGPT; früher IGBVL: Indice General de la Bolsa de Valores de Lima) ist der Leitindex der Lima Stock Exchange aus Peru. Er soll als breiter Maßstab für den peruanischen Aktienmarkt dienen und die Wertentwicklung der größten und am häufigsten gehandelten Aktien an der Lima Exchange abbilden. Er wird von der BVL und S&P errechnet und herausgegeben.

## Zusammensetzung
- Alicorp
- Alturas Minerals
- Agroindustrial Pomalca
- Atacocha
- Austral Group
- Banco Continental
- Candente
- Agroindustrial Casa Grande
- Cementos Lima
- Cementos Pacasmayo
- Cerro Verde
- Corporación Aceros Arequipa
- Corporación Lindley
- Credicorp
- Edegel
- El Brocal
- Ferreyros
- Gold Fields - La Cima
- Graña y Montero
- Intergroup Financial Services
- Luz del Sur
- Maple Energy
- Milpo
- Minera IRL
- Minsur
- Relapasa
- Rio Alto Mining
- Scotiabank Perú
- SiderPerú
- Simsa
- Southern Copper Corporation
- Telefónica
- volcán.